# 路易吉·塞皮
路易吉·塞皮（義大利語：Luigi Sepe；1991年5月8日—）是一位意大利足球運動員。在場上的位置是守門員。現效力於意大利足球乙级联赛球隊沙蘭力坦拿。他也曾效力於切沃。